# Epiperipatus hilkae
Epiperipatus hilkae är en klomaskart som beskrevs av Morera-Brenes och Monge-Najera 1990. Epiperipatus hilkae ingår i släktet Epiperipatus och familjen Peripatidae. Inga underarter finns listade i Catalogue of Life.